# 557
557 (DLVII) je bilo navadno leto, ki se je po julijanskem koledarju začelo na ponedeljek.

## Dogodki
- Obri prodrejo k Črnemu morju.